# サイモン・フェアウェザー
サイモン・フェアウェザー（Simon Fairweather、1969年10月9日-）は、オーストラリアの男子アーチェリー選手。南オーストラリア州アデレード出身。妻はトライアスロン選手、ジャッキー・フェアウェザー。
1991年のアーチェリー世界選手権で個人と団体で金メダルを銅メダルを獲得。以来国際大会でのタイトルはなかったが、2000年シドニーオリンピックで金メダルを獲得した。